# 晋华街道
晋华街道，是中华人民共和国山西省晋中市榆次区下辖的一个乡镇级行政单位。

## 行政区划
晋华街道下辖以下地区：
尧晨社区、迎宾社区、北窑社区、南窑社区、道西社区、菜园街社区、新建西社区、新建东社区和晋华社区。